# Ormosia flava
Ormosia flava är en ärtväxtart som först beskrevs av Adolpho Ducke, och fick sitt nu gällande namn av Velva Elaine Rudd. Ormosia flava ingår i släktet Ormosia och familjen ärtväxter. Inga underarter finns listade i Catalogue of Life.